# Тройницька спілка
Тройницька спілка (пол. Związek Trojnicki) — конспиративна організація польської студентської молоді, заснована в 1857 році в Київському університеті Нарцисом Янковським.
Організація виникла після поразки Російської імперії у Кримській війні на хвилі наростання лібералізації. Її назва апелює до трьох складових Речі Посполитої. Члени спілки виступали за звільнення селян і відродження польської держави в кордонах 1772 року.
В спілку входили: Володимир Антонович, Стефан Бобровський, Леон Гловацький, Володимир Милович. Вони встановили зв'язок з Офіцерським кругом Зигмунта Сераковського в Санкт-Петербурзі, який брав участь у підготовці польського Січневого повстання 1863 року.